# كلارا أندرسن
كلارا أندرسن (بالدنماركية: Clara Andersen)‏ (13 مايو 1826 - 28 أغسطس 1895)؛ مترجمة، كاتبة مسرحية وروائية دنماركية.